# 日経賞
日経賞（にっけいしょう）は、日本中央競馬会 (JRA) が中山競馬場で施行する中央競馬の重賞競走（GII）である。
寄贈賞を提供する日本経済新聞社は、東京・大阪に本社を置く新聞社。
正賞は日本経済新聞社賞。

## 概要
1953年に、5歳（現4歳）以上の馬による重賞として「日本経済賞」の名称で創設。1979年より現名称となった。
創設時の施行距離は中山競馬場の芝3200mだったが、施行場・距離・開催時期は幾度かの変遷を経て、距離は1967年より中山競馬場の芝2500mで定着。施行時期は1984年より3月 - 4月の中山開催で行われるようになり、天皇賞（春）の重要な前哨戦として位置づけられた。2014年からは本競走の1着馬に、天皇賞（春）の優先出走権が与えられている。
外国産馬は1989年から、地方競馬所属馬は1995年からそれぞれ出走可能になったほか、2002年からは外国馬も出走可能な国際競走となった。

### 競走条件
以下の内容は、2025年現在のもの。
出走資格: サラ系4歳以上
- JRA所属馬
- 地方競馬所属馬（後述）
- 外国調教馬（優先出走）
- フルゲート16頭

負担重量: 別定
- 4歳56kg/5歳以上57kg、牝馬2kg減
  - 2024年3月23日以降のGI競走（牝馬限定競走を除く）1着馬2kg増、GII競走（牝馬限定競走を除く）1着馬1kg増
  - 2024年3月22日以前のGI競走（牝馬限定競走を除く）1着馬1kg増（2歳時の成績を除く）

天皇賞 (春)のステップ競走に指定されており、地方競馬所属馬は天皇賞（春）の出走候補馬（3頭まで）に優先出走が認められている。また、地方競馬所属馬は本競走で2着以内の成績を収めた馬に天皇賞（春）の優先出走権が与えられる。

### 賞金
2025年の1着賞金は6700万円で、以下2着2700万円、3着1700万円、4着1000万円、5着670万円。

## 歴史
- 1953年 - 4歳以上の馬による重賞競走として「日本経済賞」の名称で創設、中山競馬場の芝3200mで施行[5]。
- 1979年 - 名称を「日経賞」に変更[5]。
- 1984年 - グレード制施行によりGII[注 2]に格付け。
- 1989年 - 混合競走に指定、外国産馬が出走可能になる[5]。
- 1995年 - 指定交流競走となり、地方競馬所属馬が2頭まで出走可能になる[7]。
- 2002年 - 国際競走に変更され、外国調教馬が4頭まで出走可能になる[10]。
- 2007年 - 日本のパートI国昇格に伴い、外国調教馬の出走枠が8頭に拡大[11]。
- 2011年 - 東日本大震災および東京電力福島第一原子力発電所事故で中山競馬が開催中止となったことにより、阪神競馬場の芝2400mで施行。
- 2014年 - この年から1着馬に天皇賞（春）の優先出走権を付与[5]。
- 2020年 - COVID-19の感染拡大防止のため「無観客競馬」として実施[12]（2021年も同様[13]）。
- 2024年 - 「JRA70周年記念競走」の副称をつけて施行[14]。

### 歴代優勝馬
コース種別を表記していない距離は、芝コースを表す。
優勝馬の馬齢は、2000年以前も現行表記に揃えている。
競走名は第26回まで「日本経済賞」。
| 回数   | 施行日        | 競馬場 | 距離  | 優勝馬             | 性齢 | タイム   | 優勝騎手   | 管理調教師 | 馬主                                 |
| ------ | ------------- | ------ | ----- | ------------------ | ---- | -------- | ---------- | ---------- | ------------------------------------ |
| 第1回  | 1953年6月28日 | 中山   | 3200m | タカハタ           | 牝4  | 3:30 0/5 | 保田隆芳   | 尾形藤吉   | 川内安忠                             |
| 第2回  | 1954年6月27日 | 中山   | 3200m | フソウ             | 牡4  | 3:37 1/5 | 高橋英夫   | 鈴木信太郎 | 中村正行                             |
| 第3回  | 1955年6月26日 | 中山   | 3200m | クリチカラ         | 牡5  | 3:28 4/5 | 森安弘明   | 尾形藤吉   | 栗林友二                             |
| 第4回  | 1956年7月1日  | 東京   | 3200m | フクリユウ         | 牝4  | 3:32 1/5 | 野平祐二   | 稗田敏男   | 吉田権三郎                           |
| 第5回  | 1957年6月30日 | 中山   | 3200m | ハクチカラ         | 牡4  | 3:36 3/5 | 保田隆芳   | 尾形藤吉   | 西博                                 |
| 第6回  | 1958年6月22日 | 中山   | 2600m | オンワードゼア     | 牡4  | 2:43 2/5 | 野平好男   | 二本柳俊夫 | 樫山純三                             |
| 第7回  | 1959年6月28日 | 中山   | 2600m | ヒシマサル         | 牡4  | 2:43.0   | 小野定夫   | 矢野幸夫   | 阿部雅信                             |
| 第8回  | 1960年6月26日 | 中山   | 2600m | オーテモン         | 牡5  | 2:41.6   | 野平好男   | 田中和夫   | 永田雅一                             |
| 第9回  | 1961年7月2日  | 中山   | 2600m | ホマレボシ         | 牡4  | 2:41.2   | 八木沢勝美 | 稗田敏男   | 川口文子                             |
| 第10回 | 1962年7月8日  | 中山   | 2600m | オンスロート       | 牡5  | 2:40.7   | 山岡忞     | 中村広     | 田村喜志                             |
| 第11回 | 1963年6月23日 | 中山   | 2600m | ヤマノオー         | 牡4  | 2:45.2   | 森安弘明   | 内藤潔     | 山口米吉                             |
| 第12回 | 1964年6月28日 | 東京   | 2500m | ヤマトキヨウダイ   | 牡4  | 2:36.4   | 梶与四松   | 稲葉幸夫   | 門井みち                             |
| 第13回 | 1965年6月27日 | 中山   | 2600m | フジイサミ         | 牡4  | 2:46.1   | 山岡忞     | 松永光雄   | 保坂勇                               |
| 第14回 | 1966年6月26日 | 東京   | 2600m | スピードキング     | 牡4  | 2:41.8   | 松永勇     | 松永光雄   | 相良キヨ                             |
| 第15回 | 1967年6月25日 | 中山   | 2500m | スピードシンボリ   | 牡4  | 2:38.1   | 野平祐二   | 野平富久   | 和田共弘                             |
| 第16回 | 1968年5月26日 | 中山   | 2500m | ヒシヤクシン       | 牡5  | 2:36.9   | 小野定夫   | 稗田敏男   | 阿部雅信                             |
| 第17回 | 1969年6月15日 | 中山   | 2500m | ライトワールド     | 牡4  | 2:34.1   | 吉永正人   | 三井末太郎 | 渡辺光一                             |
| 第18回 | 1970年6月21日 | 中山   | 2500m | アカネテンリュウ   | 牡4  | 2:41.4   | 丸目敏栄   | 橋本輝雄   | 関野栄一                             |
| 第19回 | 1971年5月30日 | 東京   | 2500m | マキノホープ       | 牡5  | 2:34.1   | 野平祐二   | 田中和夫   | 田中角栄                             |
| 第20回 | 1972年7月2日  | 東京   | 2500m | カツタイコウ       | 牡4  | 2:33.9   | 徳吉一己   | 柄崎義信   | 勝本正男                             |
| 第21回 | 1973年7月1日  | 中山   | 2500m | トーヨーアサヒ     | 牡4  | 2:35.0   | 増沢末夫   | 古山良司   | （有）トーヨークラブ                 |
| 第22回 | 1974年6月30日 | 中山   | 2500m | タケクマヒカル     | 牡5  | 2:35.6   | 矢野照正   | 中村広     | 武隈水雄                             |
| 第23回 | 1975年6月29日 | 中山   | 2500m | ホワイトフォンテン | 牡5  | 2:35.8   | 高橋司     | 大久保勝之 | 吉橋計                               |
| 第24回 | 1976年7月4日  | 中山   | 2500m | ホワイトフォンテン | 牡6  | 2:37.1   | 高橋司     | 大久保勝之 | 吉橋計                               |
| 第25回 | 1977年7月3日  | 中山   | 2500m | グリーングラス     | 牡4  | 2:33.8   | 嶋田功     | 中野隆良   | 半沢吉四郎                           |
| 第26回 | 1978年7月2日  | 中山   | 2500m | カネミノブ         | 牡4  | 2:34.3   | 加賀武見   | 阿部新生   | 金指利明                             |
| 第27回 | 1979年7月8日  | 福島   | 2400m | ダンケンジ         | 牡5  | 2:26.9   | 増沢末夫   | 奥平真治   | 塩入通之                             |
| 第28回 | 1980年3月30日 | 中山   | 2500m | ホウヨウボーイ     | 牡5  | 2:41.9   | 加藤和宏   | 二本柳俊夫 | 古川嘉治                             |
| 第29回 | 1981年5月17日 | 東京   | 2500m | ウエスタンジェット | 牡4  | 2:39.2   | 柴田政人   | 柴田欣也   | 西川商事（株）                       |
| 第30回 | 1982年5月16日 | 東京   | 2500m | メジロティターン   | 牡4  | 2:32.8   | 伊藤正徳   | 尾形盛次   | メジロ商事（株）                     |
| 第31回 | 1983年5月15日 | 東京   | 2500m | アサヒテイオー     | 牡4  | 2:35.8   | 蛯沢誠治   | 加藤修甫   | 寺内倉蔵                             |
| 第32回 | 1984年4月1日  | 中山   | 2500m | ハヤテミグ         | 牡4  | 2:38.2   | 郷原洋行   | 野平好男   | 川部宏                               |
| 第33回 | 1985年3月31日 | 中山   | 2500m | シンボリルドルフ   | 牡4  | 2:36.2   | 岡部幸雄   | 野平祐二   | シンボリ牧場                         |
| 第34回 | 1986年3月30日 | 中山   | 2500m | チェスナットバレー | 牡5  | 2:35.2   | 郷原洋行   | 奥平真治   | （有）ハイランド牧場                 |
| 第35回 | 1987年4月5日  | 中山   | 2500m | ミホシンザン       | 牡5  | 2:33.8   | 柴田政人   | 田中朋次郎 | 堤勘時                               |
| 第36回 | 1988年4月3日  | 東京   | 2500m | メジロフルマー     | 牝4  | 2:35.5   | 田村正光   | 奥平真治   | （有）メジロ牧場                     |
| 第37回 | 1989年4月2日  | 中山   | 2500m | ランニングフリー   | 牡6  | 2:33.3   | 菅原泰夫   | 本郷一彦   | 藤島泰輔                             |
| 第38回 | 1990年4月1日  | 中山   | 2500m | オースミシャダイ   | 牡4  | 2:34.6   | 河内洋     | 武邦彦     | 山路秀則                             |
| 第39回 | 1991年3月31日 | 中山   | 2500m | キリサンシー       | 牡6  | 2:38.8   | 田中勝春   | 西塚安夫   | 畔蒜英雄                             |
| 第40回 | 1992年3月22日 | 中山   | 2500m | メジロライアン     | 牡5  | 2:38.3   | 横山典弘   | 奥平真治   | （有）メジロ牧場                     |
| 第41回 | 1993年3月21日 | 中山   | 2500m | ライスシャワー     | 牡4  | 2:35.8   | 的場均     | 飯塚好次   | 栗林英雄                             |
| 第42回 | 1994年3月20日 | 中山   | 2500m | ステージチャンプ   | 牡4  | 2:32.8   | 岡部幸雄   | 矢野進     | 古岡秀人                             |
| 第43回 | 1995年3月19日 | 中山   | 2500m | インターライナー   | 牡4  | 2:41.0   | 横山典弘   | 柄崎孝     | 松岡正雄                             |
| 第44回 | 1996年3月17日 | 中山   | 2500m | ホッカイルソー     | 牡4  | 2:37.3   | 蛯名正義   | 田中清隆   | （有）北海牧場                       |
| 第45回 | 1997年3月23日 | 中山   | 2500m | ローゼンカバリー   | 牡4  | 2:42.5   | 横山典弘   | 鈴木康弘   | （有）社台レースホース               |
| 第46回 | 1998年3月29日 | 中山   | 2500m | テンジンショウグン | 牡8  | 2:34.4   | 江田照男   | 矢野照正   | （株）テンジン                       |
| 第47回 | 1999年3月28日 | 中山   | 2500m | セイウンスカイ     | 牡4  | 2:35.3   | 横山典弘   | 保田一隆   | 西山牧場                             |
| 第48回 | 2000年3月26日 | 中山   | 2500m | レオリュウホウ     | 牡5  | 2:35.4   | 菊沢隆徳   | 杉浦宏昭   | （株）レオ                           |
| 第49回 | 2001年3月24日 | 中山   | 2500m | メイショウドトウ   | 牡5  | 2:33.7   | 安田康彦   | 安田伊佐夫 | 松本好雄                             |
| 第50回 | 2002年3月23日 | 中山   | 2500m | アクティブバイオ   | 牡5  | 2:37.0   | 後藤浩輝   | 崎山博樹   | バイオ（株）                         |
| 第51回 | 2003年3月29日 | 中山   | 2500m | イングランディーレ | 牡4  | 2:31.3   | 小林淳一   | 清水美波   | 吉田千津                             |
| 第52回 | 2004年3月27日 | 中山   | 2500m | ウインジェネラーレ | 牡4  | 2:32.8   | 蛯名正義   | 国枝栄     | （株）ウイン                         |
| 第53回 | 2005年3月26日 | 中山   | 2500m | ユキノサンロイヤル | 牡8  | 2:33.3   | 小野次郎   | 増沢末夫   | 井上基之                             |
| 第54回 | 2006年3月25日 | 中山   | 2500m | リンカーン         | 牡6  | 2:33.0   | 横山典弘   | 音無秀孝   | 近藤英子                             |
| 第55回 | 2007年3月24日 | 中山   | 2500m | ネヴァブション     | 牡4  | 2:31.8   | 北村宏司   | 伊藤正徳   | （株）ティーエイチ                   |
| 第56回 | 2008年3月29日 | 中山   | 2500m | マツリダゴッホ     | 牡5  | 2:32.7   | 蛯名正義   | 国枝栄     | 高橋文枝                             |
| 第57回 | 2009年3月28日 | 中山   | 2500m | アルナスライン     | 牡5  | 2:31.2   | 蛯名正義   | 松元茂樹   | （有）サンデーレーシング             |
| 第58回 | 2010年3月27日 | 中山   | 2500m | マイネルキッツ     | 牡7  | 2:34.1   | 松岡正海   | 国枝栄     | （株）サラブレッドクラブ・ラフィアン |
| 第59回 | 2011年4月2日  | 阪神   | 2400m | トゥザグローリー   | 牡4  | 2:25.4   | 福永祐一   | 池江泰寿   | （有）キャロットファーム             |
| 第60回 | 2012年3月24日 | 中山   | 2500m | ネコパンチ         | 牡6  | 2:37.4   | 江田照男   | 星野忍     | 桐谷茂                               |
| 第61回 | 2013年3月23日 | 中山   | 2500m | フェノーメノ       | 牡4  | 2:32.0   | 蛯名正義   | 戸田博文   | （有）サンデーレーシング             |
| 第62回 | 2014年3月29日 | 中山   | 2500m | ウインバリアシオン | 牡6  | 2:34.4   | 岩田康誠   | 松永昌博   | （株）ウイン                         |
| 第63回 | 2015年3月28日 | 中山   | 2500m | アドマイヤデウス   | 牡4  | 2:30.2   | 岩田康誠   | 橋田満     | 近藤利一                             |
| 第64回 | 2016年3月26日 | 中山   | 2500m | ゴールドアクター   | 牡5  | 2:36.8   | 吉田隼人   | 中川公成   | 居城要                               |
| 第65回 | 2017年3月25日 | 中山   | 2500m | シャケトラ         | 牡4  | 2:32.8   | 田辺裕信   | 角居勝彦   | 金子真人ホールディングス（株）       |
| 第66回 | 2018年3月24日 | 中山   | 2500m | ガンコ             | 牡5  | 2:33.9   | 藤岡佑介   | 松元茂樹   | 杉澤光雄                             |
| 第67回 | 2019年3月23日 | 中山   | 2500m | メイショウテッコン | 牡4  | 2:34.2   | 武豊       | 高橋義忠   | 松本好雄                             |
| 第68回 | 2020年3月28日 | 中山   | 2500m | ミッキースワロー   | 牡6  | 2:32.9   | 横山典弘   | 菊沢隆徳   | 野田みづき                           |
| 第69回 | 2021年3月27日 | 中山   | 2500m | ウインマリリン     | 牝4  | 2:33.3   | 横山武史   | 手塚貴久   | （株）ウイン                         |
| 第70回 | 2022年3月26日 | 中山   | 2500m | タイトルホルダー   | 牡4  | 2:35.4   | 横山和生   | 栗田徹     | 山田弘                               |
| 第71回 | 2023年3月25日 | 中山   | 2500m | タイトルホルダー   | 牡5  | 2:36.8   | 横山和生   | 栗田徹     | 山田弘                               |
| 第72回 | 2024年3月23日 | 中山   | 2500m | シュトルーヴェ     | 騸5  | 2:31.4   | 鮫島克駿   | 堀宣行     | 村木克子                             |
| 第73回 | 2025年3月29日 | 中山   | 2500m | マイネルエンペラー | 牡5  | 2:36.1   | 丹内祐次   | 清水久詞   | （株）サラブレッドクラブ・ラフィアン |